# فيكيس
فيكيس، هي جزيرة صغيرة تتبع لجزيرة بورتو ريكو وهي إحدى جزر العذراء الإسبانية، تقع على بعد 13 كم إلى الشرق منها.يشكل أحفاد المهاجرين الإسبان الأغلبية في الجزيرة حيث يزيدون عن 70 بالمائة من سكانها الذين يناهزون العشرة آلاف نسمة.
تبلغ مساحة الجزيرة حوالي 348 كيلومتر مربع ويبلغ أقصى طول لها حوالي 34 كم كما يبلغ أقصى عرض لها حوالي ستة كيلومترات. يوجد في الجزيرة مدينتين صغيرتين هما إيزابل سيجوندا وإسبرانزا.
تشكّل الجزيرة مقصداً سياحياً للسياح الأمريكيين وتتميز بشواطئها الرائعة مثل الشاطئ الأحمر والشاطىء الأزرق والشاطىء الأخضر.
تشتهر جزيرة بيكيس دوليًا بأنها بسبب سلسلة من الاحتجاجات ضد استخدام البحرية الأمريكية للجزيرة كميدان قصف وأرض اختبار، وفي نهاية المطاف، دفعت هذه المظاهرات المستمرة القوات البحرية إلى إخلاء الجزيرة في عام 2003. أصبحت المنطقة البحرية السابقة اليوم ملجأً وطنيًا للحياة البرية؛ بعضها مفتوح للعامة، لكن الكثير منها لا يزال مغلقًا بسبب التلوث و/أو الذخائر غير المنفجرة التي يقوم الجيش بتنظيفها ببطء.

## أعلام
- خوان فرنسيسكو لويس
- خوليو نافارو
- نيلسون ديبا

## وصلات خارجية
- Vieques Travel Information
- Vieques, بورتوريكو: ATSDR Documents نسخة محفوظة 15 أغسطس 2012 على موقع واي باك مشين.